# Alexandra Nice
Alexandra Nice (Gdynia, Polonia; 31 de octubre de 1972) es una actriz pornográfica estadounidense de origen polaco.

## Biografía
Su verdadero nombre es Alexandra Groth. Criada en una familia de creencias católicas, donde el sexo era algo tabú. Su primer contacto con el sexo lo tuvo al visionar una cinta erótica que encontró en un armario.
A la edad de 19 años emigró a los Estados Unidos donde se dedicó a la enseñanza de su lengua natal a los niños estadounidenses de origen polaco. Su carrera en la industria del sexo comenzó en 1995 a los 23 años, hizo bastantes películas hasta el año 2003.
Su serie favorita era "I Love Lucy", gracias a ver la serie fue como aprendió inglés con fluidez.
Ha participado en más de 200 películas pornográficas, hardcore, gonzo y anal, habiendo trabajado con más de cien actores tanto femeninos como masculinos en sus diferentes películas.
Se casó dos veces y se divorció las dos veces.
Actualmente vive en Boca Raton, Florida.

## Premios
- 2000 AVN Award Nominada – Mejor Escena de Sexo de Chicas, Video – Slutwoman, con Roxanne Hall.[2]
- 2001 AVN Award Nominada – Mejor Escena de Sexo de Chicas, Video – Shayla's Web, con Shayla LaVeaux & Keri Windsor.[3]
- 2001 AVN Award Nominada – Mejor Escena de Sexo de Parejas, Video – Wickedgirl.com, con Lexington Steele.[3]